# Rober Racine
Rober Racine est un artiste, écrivain et compositeur québécois né le 6 août 1956 à Montréal.

## Biographie
Né à Montréal le 6 août 1956, Rober Racine a fait des études en littérature au Collège Lionel-Groulx puis en histoire de l'art et en cinéma à l'Université de Montréal. Adolescent, il joue de la batterie dans un groupe de musique rock, découvre l'univers du piano, apprend à en jouer en autodidacte et compose de nombreux morceaux entre 1973 et 1978.

### Performances
Le 4 novembre 1978, Rober Racine interprète au piano Vexations d’Erik Satie qu’il joue, selon les instructions données par le compositeur en tête de la partition, sans interruption 840 fois pendant 14 heures et 8 minutes. La salle est tapissée de 840 feuilles traduisant en suite numérique les 152 notes de la pièce musicale, assemblées en laizes de 13 feuilles – le nombre de temps dans le thème. Pour Racine, «Vexations est cette immense cathédrale de l’art où chacun des 840 motifs, identiques aux vitraux, taille, par 152 couleurs, le spectre infini de la perception et du silence. »
Après avoir recopié à la main toutes les œuvres de Flaubert, Racine retient Salammbô. Il édifie un grand escalier : une marche par chapitre du roman, dont la largeur est fonction du nombre de mots, la profondeur fonction du nombre de phrases, la hauteur fonction du nombre de paragraphes. Le 9 août 1980, au Musée des Beaux-Arts du Canada, il lit chaque chapitre sur chaque marche, pendant quatorze heures.
Rober Racine entame ensuite un long travail sur le dictionnaire. Pendant un an, à raison de huit à dix heures par jour, il en découpe finement les 55 000 entrées du Petit Robert, les colle sur un bâtonnet puis les plante sur une surface blanche horizontale de 8 mètres sur 8 mètres qu'il intitule Le Terrain du dictionnaire A/Z. En mettant en espace chacun des mots du dictionnaire, Racine accomplit un déplacement de la position traditionnelle des mots et les fait passer de couchés à debout. Les mots ainsi décontextualisés, c’est-à-dire placés « sur une autre surface, dans un autre espace, une autre lumière », acquièrent une nouvelle dimension.
Il « rêve » de réaliser un Parc de la langue française dans lequel chaque vocable, accompagné de sa définition, et d'une couleur différente selon sa classe, serait représenté sous forme de panneau dans un jardin. Il s'agirait de « faire du dictionnaire un lieu géographique où la lecture de chacun devient un parcours. Un espace où l’on chemine littéralement au sein d’un texte. Un endroit paisible où chacun pourrait se donner rendez-vous au mot de son choix ; là où tous les mots se sont donné le mot. Faire en sorte que le parc soit une immense page sur laquelle se trouvent paysagés tous les mots de la langue française. »  Le lecteur se ferait promeneur (ou vice-versa) et explorerait à son gré les sentiers de l’expression, de la communication ou de la création.
Mais seules quelques lettres ont pu être ainsi visualisées, en 1992, à la Documenta de Kassel, puis en 1996 dans le parc de la Cité internationale de Lyon.
Avec « rigueur, discipline, patience, abnégation, folie quasi obsessionnelle, mais séduction par l’idée que ce travail n’aura pas de fin », Rober Racine reprend les pages du dictionnaire utilisées pour la découpe des entrées comme matériau des Pages-Miroirs. Il pratique d’infimes perforations sous chaque lettre des noms d’auteurs qui apparaissent dans les définitions ; applique de la dorure sur certaines lettres (les lettres et les chiffres fermés des mots en italique : a, b, d, g, e, g, o, p, q, 6, 8, 9) ; souligne les syllabes correspondant à des notes de musique (abandonner, alarmer, amicalement). Il expose chaque page devant un miroir qui permet à la fois de voir son verso et le visage du spectateur, conjuguant l’interrogation de soi et la matérialité du langage. La pluri-lecture est la principale dynamique proposée par l’œuvre, amenant le regard du spectateur dans un constant oscillement entre présentation calligraphique et signifié, signifiés et présentation calligraphique. L’écriture n'est ainsi plus enfermée dans nos habitudes, mais érigée en habitats offrant une perméabilité au désir de faire se confondre et circuler corps et mots.
Racine relève 12 061 notes dans les 55 000 mots de la langue française, dont 3 108 la, et en tire La Musique des mots. Chaque mot vaut un temps. Un mot contenant une seule syllabe-note identifie une noire (un temps), un mot en contenant deux une croche (deux demi temps) et un autre en contenant trois un triolet (trois croches). Il  tient également compte de la tonalité, déterminée selon la première note apparaissant dans chaque colonne, puis du mode (majeur-mineur), les syllabes-notes de la colonne de gauche du dictionnaire étant considérées majeures et celles de la colonne de droite comme mineures. Le dictionnaire est considéré comme une partition musicale qu'il est nécessaire d'interpréter et d'exécuter.

### Littérature
Après plus d'une décennie pendant laquelle il s'est effacé en étant l’exécutant de géants comme Flaubert ou Satie, en étant à leur service, en réinterprétant leurs œuvres sur le plan plastique, Rober Racine sort de leurs ombres et devient un créateur, sans intermédiaires. Dans son premier roman, Le Mal de Vienne, le personnage central, est atteint de thomasbernhardovite, étrange maladie qui le voit hanté par Thomas Bernhard, par son style, par son personnage. Cet ouvrage « totalement obsessionnel, délirant, marqué par un humour grinçant et où la culture apparaît au cœur d’un maelström dans lequel la langue vient s’abimer », situé  dans le monde de l’improbable toujours possible, dans lequel l’ère du soupçon est remplacée par l’ère de la fatalité, a sans doute fait naître autant de répulsion que d'admiration.
Pour Là-bas, tout près, Rober Racine s’astreint à un style très différent, presque aux antipodes de celui du précédent. Après trois ans de brouille, Odile, astronome, et Marie, géologue, doivent se rejoindre dans le désert du Nouveau Mexique, là où se trouve The Lightning Field, une installation de Walter de Maria composée de 400 tiges de métal plantées dans le sol, à égale distance sur une superficie d’un mille carré. Mais Marie n’arrive pas. Pour Blandine Campion, l’œuvre d’art et la fiction se confondent dans un mimétisme original, échangeant leurs propriétés respectives : la fiction donne une incarnation et une dimension spectaculaires à l’œuvre d’art qui, à son tour, confère au récit toute sa magie, son énergie, son mystère. Cependant, pour Jean-François Chassay, il s'agit d’un « échec retentissant », l'’œuvre de Walter de Maria, sur laquelle est centrée le roman, devenant un poids sans que l’auteur parvienne à en déborder, et envahissant des personnages falots et sans consistance.
Il entame ensuite une trilogie, constituée d'une pièce de théâtre, Le Cœur de Mattingly, et de deux romans, L'Ombre de la terre et Les Vautours de Barcelone.
Dans L'Ombre de la terre, « son livre le plus fort, moins « cérébral », à la fois plus poétique et plus organique », Gabriella, une Québécoise de 34 ans dont le cœur « bat au rythme des miracles de la science », est la plus grande interprète des madrigaux de Carlo Gesualdo, prince et compositeur italien du XVIe siècle, personnage à la légende noire, à la fois artiste et assassin. Souffrant d’une grave maladie cardiaque, Gabriella a reçu le cœur d’un astronaute qui a marché sur la Lune. Son « bienfaiteur » lui a laissé croire que le cœur qu’elle a reçu était celui d’un meurtrier. Pour Hugues Corriveau, si le projet de cerner ou d’approfondir l’effet de la présence lunaire sur terre à travers le nom des villes gardiennes de morceaux de lune rapportés des missions Apollo n’est pas sans intérêt, son intégration même à son travail de fiction théâtrale ou romanesque n'est pas très réussie. Cependant, pour lui, l’envoûtement du roman tient à son style, à une grande magie du langage qui fouit jusqu’au cœur des mots.
Les vautours de Barcelone, « roman dense et parfois un peu hermétique, est une quête de mémoire et de vérité. » Le père de Gabriella s’est suicidé en écrasant son avion sur la cage des vautours du zoo de Barcelone. Alors qu'elle préparait les Trois airs pour un opéra imaginaire du compositeur québécois Claude Vivier, mort assassiné à Paris à l’âge de 34 ans, elle se rend sur place et engage un étrange dialogue avec les sept vautours, qui commentent comme un chœur grec son existence. Elle y rencontre aussi une insolite jeune femme qui visite et dessine chaque jour les oiseaux nécrophages, « pour apprendre à disparaître. »   
Au même endroit, Rober Racine se met à dessiner des vautours, qu'il expose plus tard. C'est pour lui comme un journal intime, une manière de surmonter des idées noires. Ces oiseaux sont devenus autant de personnages. « Avec ces vautours, je me sens comme un metteur en scène qui fait passer des auditions pour trouver un acteur, une actrice. Des quelque 500 vautours que j'ai faits, certains m'ont impressionné, frappé. »
Publié en 2015, L'Atlas des Films de Giotto aligne les résumés de 230 films – qui ne sont que de pure invention. Giotto, un pilote d’avion de la NASA, les classe par villes, émet non pas une critique ou une analyse, mais un bref commentaire, une observation ou une réflexion, et donne la parole à des spectateurs imaginaires. Il recommande une lecture dans le désordre. Ce travail rappelle les Films fantômes d’Albin de la Simone, œuvres imaginaires dont il fait entendre en concert les musiques et certains dialogues. « L’Atlas de Racine s’apparente à une performance, une proposition étonnante poussée à bout de façon obsessionnelle. C’est à ce titre, plus que pour ses qualités littéraires ou sa valeur cinématographique, qu’il force l’admiration. »
La Petite rose de Halley, dont l'écriture s'est révélée particulièrement difficile, est dominée par la figure de Denis Vanier, poète maudit qui influence le développement du récit par ses mots — « j’écris pour ne pas tuer » —, par son parcours atypique, les lieux qu’il a fréquentés et sa voix unique et provocante.
Claude Vivier, assassiné en 1983, réapparaît en 2024 dans Au square Gardette, interrogation sur les liens entre meurtre et création.

## Œuvres littéraires
- Le Mal de Vienne, Montréal, Éditions de l'Hexagone, 1992 (ISBN 2890064646)
- Là-bas, tout près, Montréal, Éditions de l'Hexagone, 1997 (ISBN 2-89006-588-X)
- Le Dictionnaire, suivi de La Musique des mots, Montréal, Éditions de l'Hexagone, 1998 (ISBN 2-89006-611-8)
- Le Cœur de Mattingly, Montréal, Éditions du Boréal, 1999 (ISBN 2-7646-0002-X)
- L'Ombre de la terre, Montréal, Éditions du Boréal, 2002 (ISBN 2-7646-0189-1)
- Les Vautours de Barcelone, Montréal, Éditions du Boréal, 2012 (ISBN 9782764621806)
- L'Atlas des films de Giotto, Éditions du Boréal, 2015 (ISBN 9782764623770)
- La Petite rose de Halley, Montréal, Éditions du Boréal, 2019 (ISBN 9782764625668)
- Au square Gardette, Montréal, Éditions du Boréal, 2023 (ISBN 9782764627822)

## Œuvres musicales et visuelles
Une liste exhaustive illustrée figure sur le site officiel de Rober Racine 
- Vexations, d'Erik Satie, 1978
- Gustave Flaubert 1880-1980, Escalier Salammbô, 1980
- Le Terrain du dictionnaire A/Z, 1981
- Des Pages-Miroirs et Les 1600 Pages-Miroirs (corpus définitif), dessins, 1980-1994
- Lettre K (extrait du Parc de la langue française), Documenta, Kassel, 1992

## Textes
Une liste exhaustive illustrée figure sur le site officiel de Rober Racine
- « Le corps est un dictionnaire », Intervention, nos 10-11,‎ 1981 (lire en ligne)

- « La biopictura », Études françaises, vol. 21, no 1,‎ 1985 (lire en ligne)
- « Écrire une installation ou installer l’écriture ? », Parachute, no 39,‎ juin 1985 (lire en ligne)
- « Créer à rebours vers le récit », Parachute, no 48,‎ septembre 1987 (lire en ligne)
- « Le Regard de Nipper. Raymond Gervais et l'art du tourne-disque », Parachute, no 61,‎ janvier 1991 (lire en ligne)

- « Cage/Satie, le silence vertigineux. Quelques rencontres avec John Cage sans jamais l’avoir regardé dans les yeux », Circuit, vol. 8, no 2,‎ 1997 (lire en ligne)
- « Spica », Parachute, no 96,‎ octobre 1999 (lire en ligne)
- « La mort en moins », Intervention, no 242,‎ 2012 (lire en ligne)

## Rétrospective
- rober racine, exposition, Musée des beaux-arts du Canada, Ottawa, 23 novembre 2001- 24 février 2002, commissaire : Diana Nemiroff[26]

## Prix et distinctions
- 1993 - Finaliste au Prix du Gouverneur général du Canada, pour le roman Le Mal de Vienne.
- 1998 - Prix Louis-Comtois, pour l'ensemble de son œuvre en arts visuels.
- 1998 - Prix Ozias-Leduc, pour l'ensemble de son œuvre en arts visuels.
- 2003 - Prix Ringuet de l'Académie des lettres du Québec, pour le roman L'Ombre de la Terre.
- 2007 - Prix Paul-Émile-Borduas, arts visuels. La plus haute distinction décernée chaque année par le Gouvernement du Québec en reconnaissance d'une carrière remarquable dans le domaine artistique et culturel.
- 2014 - Membre de l'Académie des lettres du Québec.
- 2015 - Prix du Gouverneur général du Canada pour les arts visuels et les arts médiatiques.

### Ouvrages
- Sylvain Campeau, Imago Lexis. Sur Rober Racine, Montréal, Triptyque, 2012 (ISBN 978-2-89031-731-4, présentation en ligne)
- Louise Déry, Rober Racine. Fantasmes fragiles, Montréal, UQAM, 2005 (ISBN 2-920325-94-9, présentation en ligne)
- Diana Nemiroff, Rober Racine, Montréal, Les 400 coups, 2001

- Mélanie Rainville, La signature de Rober Racine : réécritures et systèmes, Mémoire de Maîtrise en étude des Arts, Université du Québec à Montréal, 2008 (lire en ligne)

### Articles
- Anne Bénichou, « La fabrique des vexations de Rober Racine. Des expositions qui créent des œuvres avec des restes », Ligeia, nos 121-124,‎ 2013 (lire en ligne) [À propos de l'interprétation des Vexations d'Erik Satie]
- Serge Bérard, « Rober Racine ou le travail de déconstruction du dictionnaire », Parachute,‎ avril 1991 (lire en ligne) [À propos du Terrain du dictionnaire et des Pages-Miroirs]
- Blandine Campion, « Répondre à l’appel des voix intérieures », Lettres Québécoises, no 90,‎ 1998 (lire en ligne) [À propos de La-bas, tout près]
- Jean-François Chassay, « Voir ailleurs si j’y suis », Voix et images, vol. 18, no 2 (53),‎ 1993 (lire en ligne) [À propos du Mal de Vienne]

- Jean-François Chassay, « Les technologies de la voix : espace culturel et hybridation dans Le mal de Vienne de Rober Racine », Voix et images, vol. 22, no 3 (66),‎ été 1997 (lire en ligne)
- Jean-François Chassay, « Ruser avec la mort », Voix et images, vol. 23, no 3 (69),‎ 1998 (lire en ligne) [À propos de Là-bas, tout près]
- Réjean-Bernard Cormier, « La musique des mots, corps, accord », ETC, no 35,‎ 1996 (lire en ligne) [À propos des Pages-Miroirs]
- Hugues Corriveau, « Hôtel, pierres de lune et spectacle », Lettres Québécoises, no 109,‎ 2003 (lire en ligne) [À propos de L'Ombre de la terre]
- Michel Coulombe, « Des films imaginaires, de vrais cratères », Ciné-Bulles, vol. 34, no 1,‎ 2016 (lire en ligne) [À propos de L'Atlas des films de Giotto]
- Gilles Daigneault, « Les dernières pages de Rober Racine et de Denis Juneau », ETC, no 7,‎ 1989 (lire en ligne) [À propos des Pages-Miroirs]
- (en) Christopher Dawson, « Erik Satie's Vexations—An Exercise in Immobility », Revue de musique des universités canadiennes, vol. 21, no 2,‎ 2001 (lire en ligne)
- Christian Desmeules, « Rober Racine, l'art et le cœur des choses », Le Devoir,‎ 20 octobre 2012 (lire en ligne) [À propos des Vautours de Barcelone]
- Serge Fisette, « Rober Racine…Portrait de l’artiste en allé », Espace Sculpture, vol. 6, no 1,‎ automne 1989 (lire en ligne)

- Lise Gauvin, « « Se donner le mot » : le parcours exemplaire de Rober Racine », dans Écrire pour qui ? L'écrivain francophone et ses publics, Paris, Karthala, 2007 (lire en ligne)
- Raymond Gervais, « Les musiques de Rober Racine », Parachute,‎ juillet-septembre 1994 (lire en ligne)
- J.-P. Gilbert, « Le récit des œuvres : Rober Racine, Susan Scott, René Payant », ETC, vol. 1, no 2,‎ hiver 1987-1988 (lire en ligne) [À propos du Terrain du dictionnaire A/Z]
- Jean-Baptiste Harang, « Le Salammbô de Racine », Libération,‎ 18 mars 1999 (lire en ligne)
- Anne-Frédérique Hébert-Dolbec, « Rober Racine: la création est un voyage », Le Devoir,‎ 26 janvier 2019 (lire en ligne) [À propos de La Petite rose de Halley]
- (en) Stephen Horne, « Rober Racine », Parachute,‎ janvier 2000 (lire en ligne) [À propos de Selena]
- Martine Larocque, « Rober Racine, décomprendre le sourire d'une perle », Parachute,‎ mars 1980 (lire en ligne)
- Sophie Paluck, « Robert Dion, Le moment critique de la fiction. Les interprétations de la littérature que proposent les fictions québécoises contemporaines , Nuit blanche éditeur », Tangence, no 59,‎ 1999 (lire en ligne) [À propos du Mal de Vienne]
- André-Louis Paré, « Portrait de l’artiste en astronaute. Un entretien avec Rober Racine », Espace, no 119,‎ 2018 (lire en ligne)
- Yvon Paré, « Rober Racine, Le dictionnaire suivi de La musique des mots », Lettres Québécoises, no 94,‎ été 1999 (lire en ligne)
- Elisabeth Recurt, « « L’œuvre-temps » : une certaine dissolution matérielle », ETC, no 49,‎ 2000 (lire en ligne) [À propos de Selena-Spica]
- Chantal Ringuet, « L’Atlas des films de Giotto de Rober Racine », Spirale, no 256,‎ 2016 (lire en ligne)
- Michèle Thériault, « Le Mot découpé et les espaces de la traduction », Parachute,‎ avril 1996 (lire en ligne) [À propos des travaux sur le dictionnaire]
- René Viau, « Rober Racine et la fin des vautours », Le Devoir,‎ 4 décembre 2015 (lire en ligne)

- Jean-Pierre Vidal, « Rober Racine », Protée, vol. 27, no 2,‎ 1999 (lire en ligne) [À propos des travaux sur le dictionnaire]
- Josée Vinette, « Rober Racine », Parachute,‎ avril 1995 (lire en ligne) [À propos des Pages-Miroirs]

### Vidéo
- Un artiste, une œuvre, Rober Racine, Musée National des Beaux-Arts du Québec. Voir en ligne